# Halichoeres maculipinna
Halichoeres maculipinna är en fiskart som först beskrevs av Müller och Troschel, 1848.  Halichoeres maculipinna ingår i släktet Halichoeres och familjen läppfiskar. IUCN kategoriserar arten globalt som livskraftig. Inga underarter finns listade i Catalogue of Life.